# ولينغفورد (فيرمونت)
ولينغفورد (بالإنجليزية: Wallingford, Vermont)‏ هي بلدة تقع بولاية فيرمونت في الولايات المتحدة. تبلغ مساحتها 112.5 (كم²)، وترتفع عن سطح البحر 510 م، بلغ عدد سكانها 2079 نسمة في عام 2010 حسب إحصاء مكتب تعداد الولايات المتحدة .

## وصلات خارجية
- www.wallingfordvt.com
- The US50 - Cities and Towns in Vermont State
- Vermont Cities and Towns, Facts, Map, Flag, Colleges, Government, and More